# Izrael na Zimowych Igrzyskach Olimpijskich 1994
Izrael na Zimowych Igrzyskach Olimpijskich 1994 reprezentował 1 zawodnik, był to pierwszy występ Izraela na zimowych igrzyskach olimpijskich.

## Dyscypliny

### Łyżwiarstwo figurowe

#### Mężczyźni
| Micha’el Szmerkin | 7,5 | 15 | 17,0 | 24,5 | 16 |